# Langewahl
Langewahl est une commune allemande de l’arrondissement d'Oder-Spree, au Brandebourg. Elle se trouve à proximité du Dubrower Berge (en), une moraine terminale de l'âge glaciaire devenue une colline boisée appréciée des randonneurs et des cyclistes.